# X264
x264 — свободная библиотека программных компонентов для кодирования видеопотоков H.264. Код этой библиотеки был написан с нуля. В проекте участвуют/участвовали: Лорен Мерит (Loren Merritt), Лоран Аймар (Laurent Aimar), Эрик Петит (Eric Petit), Мин Чен (Min Chen), Джастин Клэй (Justin Clay), Манс Руллгард (Måns Rullgård), Радек Чиз (Radek Czyz), Алекс Изворски (Alex Izvorski), Алекс Райт (Alex Wright) и Кристиан Хайн (Christian Heine). Эта реализация основана на принципах GNU, однако эта лицензия может быть несовместима с патентной лицензией MPEG LA в отношении понимания патентов на программное обеспечение.
Было разработано несколько графических интерфейсов пользователя для консольной версии, среди которых MeGUI, StaxRip, Leiming’s x264 GUI, AutoAC, .NET (1.1) based x264CLI GUI и AMVSimple GUI.

## Возможности
Сейчас этот проект является одним из наиболее продвинутых среди свободно доступных AVC-компрессоров. Это также один из немногих свободно доступных компрессоров AVC High Profile. Он поддерживает:
- контекстнозависимое адаптивное бинарное арифметическое кодирование (англ. CABAC) и контекстнозависимое адаптивное кодирование с переменной длиной кодового слова (англ. CAVLC);
- несколько ссылочных кадров;
- все intra типы макроблоков (16×16, 8×8 — часть AVC High Profile, 4×4);
- все inter типы макроблоков P-кадра;
- B-Inter типы макроблоков от 16×16 до 8×8;
- оптимизацию отношения вносимых искажений к скорости потока;
- несколько режимов работы управления скоростью потока: постоянный квантователь, постоянное качество, одно- или многопроходный ABR с режимом VBV;
- обнаружение смены сцены;
- адаптивная расстановка B-кадров, с возможностью использования B-кадров как ссылочных кадров;
- 8×8 и 4×4 адаптивное пространственное преобразование (High Profile);
- режим сжатия без потерь (отклоненный High Profile 4:4:4);
- произвольные матрицы квантования (High Profile);
- параллельное кодирование на нескольких CPU;
- поддержка компрессии кадров с чересстрочной развёрткой (неадаптивный MBAFF — все макроблоки кодируются в режиме чересстрочных).

## Сравнение с другими кодеками
x264 выиграл несколько наград в следующих сравнениях кодеков:
- Doom9’s 2005 codec shoot-out[7]
- MSU Субъективное сравнение современных видеокодеков, 2006[8]
- Второе ежегодное сравнение видеокодеков стандарта MPEG-4 AVC/H., 2005[9]
- Третье ежегодное сравнение видеокодеков стандарта MPEG-4 AVC/H.264, 2006[10]
- Четвёртое ежегодное сравнение видеокодеков стандарта MPEG-4 AVC/H.264, 2007[11]
- Пятое сравнение видеокодеков стандарта MPEG-4 AVC/H.264, 2009[12]
- Шестое сравнение видеокодеков стандарта MPEG-4 AVC/H.264, 2010[13]

## Сжатие видео с использованием x264
- Voukoder

- BlackMagic DaVinci Resolve Studio
- Adobe Premiere Pro
- Adobe Media Encoder
- Adobe After Effects
- Magix VEGAS Pro
- and more ...

- Avidemux
- FFmpeg
- HandBrake
- Gordian Knot: разработка остановлена
- MeGUI
- MEncoder
- MediaCoder
- VirtualDub
- XviD4PSP
- StaxRip
- VLC media player 0.8.6 и новее
- RipBot264

## Проигрывание файлов, закодированных x264
- ffdshow
- FFmpeg
- MPlayer
- VLC media player: многоплатформенный потоковый проигрыватель
- GOM Player: Gretech Online Movie Player
- Media Player Classic
- The KMPlayer
- Daum PotPlayer